# Dalibor Svrčina
Dalibor Svrčina (født 2. oktober 2002 i Ostrava, Tjekkiet) er en professionel tennisspiller fra Tjekkiet.